# コンコルディア・スッラ・セッキア
コンコルディア・スッラ・セッキア（伊: Concordia sulla Secchia）は、イタリア共和国エミリア＝ロマーニャ州モデナ県にある、人口約8,200人の基礎自治体（コムーネ）。

## 地理

### 位置・広がり

#### 隣接コムーネ
隣接するコムーネは以下の通り。括弧内のMNはマントヴァ県所属を示す。
- ミランドラ
- モーリア (MN)
- ノーヴィ・ディ・モーデナ
- クイステッロ (MN)
- サン・ジャコーモ・デッレ・セニャーテ (MN)
- サン・ジョヴァンニ・デル・ドッソ (MN)
- サン・ポッシドーニオ

### 気候分類・地震分類
コンコルディア・スッラ・セッキアにおけるイタリアの気候分類 (it) および度日は、zona E, 2353 GGである。
また、イタリアの地震リスク階級 (it) では、zona 3 (sismicità bassa) に分類される。

## 行政

### 分離集落
コンコルディア・スッラ・セッキアには、以下の分離集落（フラツィオーネ）がある。
- Fossa, Vallalta, san Giovanni, santa Caterina